# الكسندر بيورك
الكسندر بيورك هو لاعب غولف سويدي، ولد في 7 يونيو 1990 في Växjö Municipality ‏ في السويد.

## وصلات خارجية
- الكسندر بيورك على موقع رابطة أوروبا للاعبي الغولف المحترفين (الإنجليزية)
- الكسندر بيورك على موقع التصنيف العالمي الرسمي للغولف (الإنجليزية)